# Dīvānkhāneh
Dīvānkhāneh (persiska: ديوانخانِه, دیوانخانه) är en ort i Iran.   Den ligger i provinsen Västazarbaijan, i den nordvästra delen av landet, 600 km nordväst om huvudstaden Teheran. Dīvānkhāneh ligger 1 066 meter över havet och antalet invånare är 532.
Terrängen runt Dīvānkhāneh är kuperad åt sydost, men åt nordväst är den platt.Runt Dīvānkhāneh är det ganska glesbefolkat, med 47 invånare per kvadratkilometer. Dīvānkhāneh är det största samhället i trakten. Trakten runt Dīvānkhāneh består i huvudsak av gräsmarker.